# Rhinocladiella phaeophora
Rhinocladiella phaeophora är en svampart som beskrevs av Veerkamp & W. Gams 1983. Rhinocladiella phaeophora ingår i släktet Rhinocladiella och familjen Herpotrichiellaceae.   Inga underarter finns listade i Catalogue of Life.